# Фарнем (Квебек)
Фа́рнем (фр. Farnham) — город в графстве Бром-Миссискуа области Монтережи в канадской провинции Квебек, образующий одноимённый муниципалитет.
- Население — 7 946 чел. (2006)
- Площадь — 92,53 км²
- Почтовый индекс — 46112

Население Фарнама, в основном, франкоязычно. При этом к востоку от города располагается англоязычная деревня Ист-Фарнем с населением 541 чел.